# Vasco Joaquim Rocha Vieira
Rocha Vieira est un nom portugais ; le premier nom de famille (d'usage facultatif) est Rocha et le second est Vieira.
Vasco Joaquim Rocha Vieira, né le 16 août 1939 à Lagoa et mort le 22 janvier 2025, est un général du génie militaire portugais. Il est le dernier gouverneur de Macao.

## Biographie

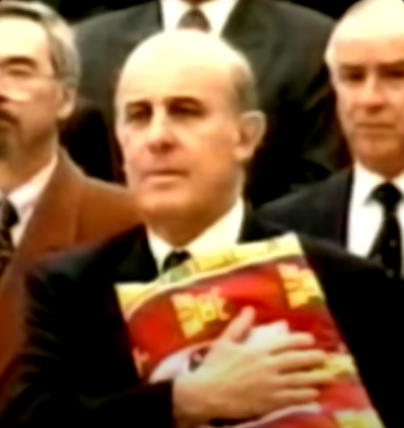
Rocha Vieira durant la cérémonie de rétrocession de Macao à la Chine populaire le 19 décembre 1999.

Après des études au Collège militaire (pt), Vasco Joaquim Rocha Vieira mène sa carrière au sein de l'armée de terre portugaise, devenant, entre autres, chef d'état-major du commandement militaire de Macao en 1973. Il est ensuite, secrétaire adjoint aux travaux publics et aux communications du territoire de Macao de 1974 à 1975 puis directeur de l'arme du génie de 1975 à 1976. Chef d'état-major et membre du Conseil de la Révolution de 1976 à 1978, il représente son pays auprès du Grand quartier général des puissances alliées en Europe, le « SHAPE », au siège de l'OTAN de 1978 à 1982. 
Ministre de la République aux Açores de 1986 à 1991, il représente l'État portugais auprès de la région autonome. Enfin il est le 138e et ultime gouverneur de Macao du 23 avril 1991 au 19 décembre 1999.
Après avoir quitté son poste de gouverneur, il est évoqué comme un possible candidat à la présidence du Portugal, mais il ne se présente finalement pas. 
Il épouse Maria Leonor de Campos de Andrada Soares de Albergaria, et est père de trois enfants :
- Pedro Soares de Albergaria Rocha Vieira (né à Lisbonne en 1977).
- João Soares de Albergaria Rocha Vieira (né à Lisbonne en 1978)
- Filipe Soares de Albergaria Rocha Vieira (né à Lisbonne en 1984).

## Décorations portugaises et étrangères
| Pays       | Décoration                                        |
| ---------- | ------------------------------------------------- |
| Belgique   | Ordre de Léopold (Grand officier)                 |
| Brésil     | Ordre du Rio Branco (Grand-croix)                 |
| États-Unis | Legion of Merit (Commandeur)                      |
| France     | Ordre national du Mérite (Commandeur)             |
| Japon      | Ordre du Trésor sacré (Grand-croix)               |
| Portugal   | Ordre du Christ (Grand-croix)                     |
| Portugal   | Ordre de l'Infant Dom Henri (Grand-croix)         |
| Portugal   | Ordre d'Aviz (Commandeur)                         |
| Portugal   | Médailles des services distingués (or et argent)  |
| Portugal   | Médailles militaires du mérite (1re et 3e classe) |
| Portugal   | Médailles exemplaires du courage (or et argent)   |